# فرديناند لومير
فرديناند لومير (بالفرنسية: Ferdinand Lemaire)‏ هو واضع كلمات الأوبرا فرنسي، ولد في 1832 في باريس في فرنسا، وتوفي في 10 أغسطس 1879.

## وصلات خارجية
- فرديناند لومير على موقع ميوزك برينز (الإنجليزية)
- فرديناند لومير على موقع ديسكوغز (الإنجليزية)